# Jean-Luc Lamarche
Jean-Luc Lamarche, né le 31 octobre 1948, est un footballeur professionnel français actif entre 1970 et 1972 au RC Lens. Il entame ensuite une carrière de dirigeant, à deux reprises au RC Lens, mais aussi au Paris Saint-Germain et à l'US Boulogne avant de prendre sa retraite.

## Parcours
Jean-Luc Lamarche est né le 31 octobre 1948. Il intègre le Racing Club de Lens à l'âge de 14 ans et entame une carrière de joueur au poste de milieu offensif au sein du club sang et or. Appelé en équipe de France junior en 1966, il participe avec l'équipe première de Lens au Championnat de France de division 2 en 1971 et 1972. Disputant 10 matchs sur ces deux saisons, il doit ensuite arrêter sa carrière en raison d'une santé défaillante,.
Lamarche reste impliqué dans le milieu du football et s'occupe à la fin des années 1970 de la sélection Artois en catégorie minimes où il remarque Éric Sikora et favorise son recrutement par le RC Lens avant de devenir directeur sportif du RC Lens en 1988,. Il mène alors le recrutement du club et amène au club des joueurs comme Marc-Vivien Foé, Frédéric Déhu, ou El-Hadji Diouf, qui n'est pas conservé par le club. L'arrivée de Daniel Leclercq au club comme entraîneur a modifié ses attributions. À la suite du titre de champion de France du club en 1998, Lamarche choisit de démissionner de ses fonctions le 17 décembre de cette année, laissant ainsi Leclercq devenir décideur d'une partie du recrutement. 
Dès ce même mois, il est annoncé au Paris Saint-Germain pour seconder le président Laurent Perpère en se consacrant au secteur sportif,. Rejoignant effectivement le club parisien et occupant un poste qui n'existait plus sur conseil de Michel Denisot, il y est chargé du recrutement, ce qu'il effectue lors de l'intersaison 1999-2000 marquée par les arrivées de Godwin Okpara, Laurent Robert, Ali Benarbia et Christian. Il fait notamment venir en 2000-2001 Frédéric Déhu et Lionel Letizi qui doivent apporter leur expérience, Stéphane Dalmat, Peter Luccin ou Nicolas Anelka pour leur jeunesse. Lamarche est la base de l'arrivée au club en 2001 du Brésilien Ronaldinho, qu'il a détecté à l'âge de seize ans, dont le transfert fait l'objet quelques années plus tard d'une enquête policière,,,. En décembre 2000, l'encadrement technique du PSG est remodelé : l'entraîneur Philippe Bergeroo et Jean-Luc Lamarche sont démis de leurs fonctions,. Le départ de Lamarche est demandé et obtenu par le nouvel entraîneur, Luis Fernandez, ce qui est regretté par la suite par le président-directeur général de Canal+, Pierre Lescure.
Lamarche revient alors à Lens en juin 2001 pour s'occuper du recrutement au sein d'un encadrement technique modifié avec l'arrivée d'un nouvel entraîneur, Joël Muller, et d'un nouveau directeur technique, Patrice Bergues, ancien entraîneur dans les années 1990. Lamarche y travaille jusqu'en 2006 avant de rejoindre l'US Boulogne Côte d'Opale où il reste jusque 2009, année où il prend sa retraite. Il amène à ce club plusieurs joueurs africains ainsi que Yoann Lachor, qu'il connait depuis son expérience lensoise,.

## Statistiques
Le tableau ci-dessous résume les statistiques en match officiel de Jean-Luc Lamarche durant sa carrière de joueur professionnel.
| Saison                | Club                  | Championnat           | Championnat | Championnat | Coupe(s) nationale(s) | Coupe(s) nationale(s) | Total | Total |
| Saison                | Club                  | Division              | M.          | B.          | M.                    | B.                    | M.    | B.    |
| 1970-1971             | RC Lens               | Division 2            | 1           | 0           | 0                     | 0                     | 1     | 0     |
| 1971-1972             | RC Lens               | Division 2            | 9           | 2           | 0                     | 0                     | 9     | 2     |
| Total sur la carrière | Total sur la carrière | Total sur la carrière | 10          | 2           | 0                     | 0                     | 10    | 2     |